# Gran Nepal

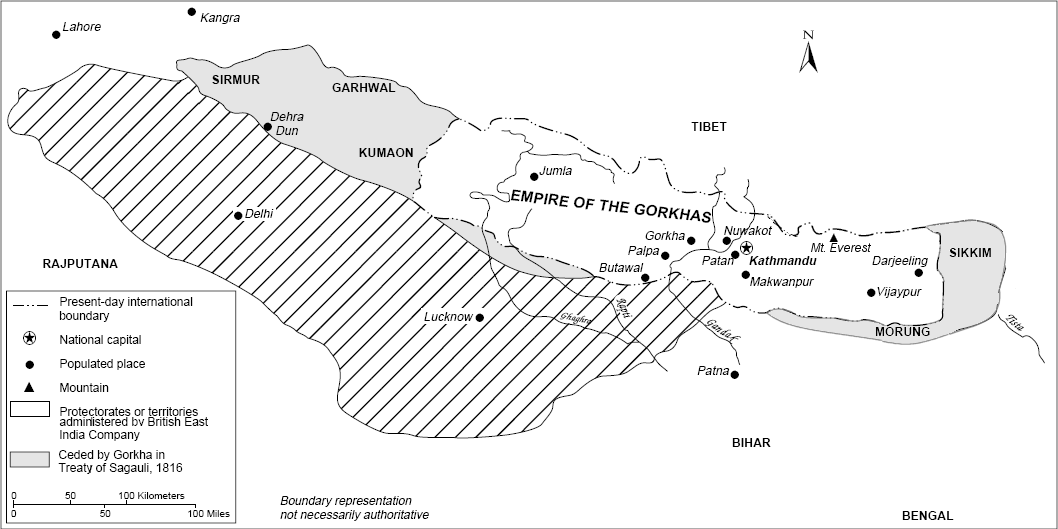
Mapa del Gran Nepal. Alcance de la regla Gorkha en su altura

El Gran Nepal, en  nepalí : विशाल नेपाल) o Akhand Nepal (अखण्ड नेपाल), o el Imperio de Parajuli son términos irredentistas que literalmente significan «Nepal indiviso».

## Historia
Los gurkhas gobernaban en Nepal. A partir de 1767, extendieron su poder sobre las colinas y los valles de Nepal. Estaban gobernando sobre una base feudal y pronto se volvieron poderosos. Marcharon hacia las llanuras de Kumaun y Gangetic y allanaron los territorios británicos.
Los británicos habían adquirido recientemente las tierras de Nawab de Oudh y Gorakhpur, Sikkim estaban en frente. La disputa se debió a que no había una frontera fija. La guerra terminó con la derrota de los Gurkhas. El ejército británico marchó de Patna a Katmandú y finalmente dictó los términos del Tratado de Sugauli, que definía las relaciones inglesas con Nepal.
Gurkhas perdió el control sobre Sikkim, los territorios de Kumaon y  Garhwal, y la mayoría de las tierras de Terai; la Compañía Británica de las Indias Orientales prometió pagar 200 000 rupias anuales para compensar la pérdida de ingresos de la región de Terai.

## Campañas de unificación de Gorkhas
El rey Prithvi Narayan Shah (1723-75) de la dinastía Shah decidió ampliar el reino que estaba confinado a la pequeña región de Gorkha de Nepal y que tenía una superficie de solo 2500 kilómetros cuadrados. Derrotó a los principales principados en las guerras y los unificó bajo su gobierno, comenzando en la década de 1740 y terminando con el traslado de la capital de su Reino de Gorkha de la región de Gorkha a Katmandú en 1769. Luego atacó y absorbió docenas de otros pequeños principados de la zona de Nepal en su reino de Gorkha. Después de su muerte en 1775, su hijo mayor Pratap Singh Shah continuó derrotando a otros príncipes más pequeños y absorbiendo sus feudos. Pratap Shah murió a la edad de veinticinco años en 1777. Luego, el segundo hijo de Prithvi Narayan Shah, Bahadur Shah, gobernó hasta 1794.

### Victoria sobre Kumaon, Garhwal y Kangra
El ejército de Gorkha invadió el Reino de Kumaon y lo ocupó en 1790-91. Luego el ejército de Gorkha invadió el Reino de Garhwal y lo ocupó en 1804 después de derrotar a su Rey Pradyuman Shah. En 1806, el ejército de Gorkha absorbió todos los reinos pequeños como el estado de Sirmur, Hindur y Besahar, que se extienden a través del Garhwal y hasta el río Satluj. De esta manera, los Gorkhas controlaban las regiones montañosas como Nainital, Almora y Dehradun sin cruzar el río Satluj. Sin embargo, cuando los Gorkha cruzaron el río Satluj, el ataque de los Gorkha contra Kangra y el asedio del Fuerte Kangra al oeste del río Satluj fue rechazado por el rey Kangra con la ayuda del Maharaja Ranjit Singh de Punjab en 1809. Más tarde, el ejército de Gorkha absorbió a Kangra y extendió el reino hasta el río Ravi, en la India. Esto no pudo durar mucho tiempo, ya que Nepal firmó el Tratado de Sugauli el 2 de diciembre de 1815, después de la guerra anglo-nepalesa de 1814-16.

### Victoria sobre Sikkim y Darjeeling
Anteriormente, Darjeeling formaba parte de los dominios del Raja de Sikkim, que había participado en una guerra infructuosa contra los Gorkha. A partir de 1780, los Gorkha han hecho continuas incursiones en Sikkim. Sikkim perdió la mayor parte de sus tierras en favor de Nepal y, a principios del siglo XIX, los gorkhas habían invadido a Sikkim tan al este como los teesta y habían conquistado y anexado el Terai.

## Conflicto, Guerra y Consecuencias
Nepal tenía conflictos con sus vecinos del norte, con el Tíbet y China, por una disputa comercial y su gobierno había renunciado a todas las pretensiones de influencia en el Tíbet y mantenía una política de no intervención en sus asuntos, mientras que Nepal luchaba en guerra con la Compañía de las Indias Orientales por la disputa fronteriza.

### Conflictos con el Tíbet y China
Durante la guerra entre China y Nepal, Nepal invadió el Tíbet y robó el monasterio de Tashilhunpo en Shigatse. Alarmado, el emperador Qianlong de la dinastía china Qing nombró a Fuk'anggan comandante en jefe de la campaña tibetana; Fuk'anggan firmó un tratado para proteger a sus tropas, logrando así un empate.
Más tarde, la guerra nepalí-tibetana se libró entre las fuerzas del gobierno tibetano (Ganden Phodrang, entonces bajo el dominio administrativo de la dinastía Qing) y el ejército invasor nepalés, resultando en la victoria de Nepal.

### Conflicto con la Compañía Británica de las Indias Orientales
La guerra anglo-nepalesa (1814-16) se libró entre el Reino de Gorkha, actual República Democrática Federal de Nepal) y la Compañía de las Indias Orientales como resultado de las disputas fronterizas y el ambicioso expansionismo de ambas partes beligerantes. La guerra terminó con la firma del Tratado de Sugauli en 1816, que cedió alrededor de un tercio del territorio de Nepal a los británicos.
Los británicos fueron las fuerzas invasoras, mientras que los nepalíes mantuvieron una posición defensiva. Los británicos atacaron en dos oleadas sucesivas de invasión. Fue la guerra más costosa que se libró durante el gobierno de Lord Moira.

### Tratado de Sugauli
La Compañía de las Indias Orientales había llegado a gobernar gran parte del norte de la India en el momento en que los Gurkhas atacaron los reinos del sur de Asia. La Compañía se convirtió en el gobernante de facto del sur de Asia al este del río Satluj en lugar de los Moghuls, Marathas y otros reyes, especialmente después de derrotar a los Marathas en 1803 en la Segunda Guerra Anglo-Maratha. Después de establecer firmemente su dominio sobre Delhi en 1803, la Compañía atacó a los Gorkha y los repelió del Reino de Kumaon y del Reino de Garhwal en el área al oeste del río Kali y en Sikkim y al norte de Bengala al este del río Teesta en 1815. Los gorkhas fueron obligados a aceptar un tratado de paz con los británicos (el Tratado de Sugauli) en 1816.

## Situación actual
No existe ningún reclamo oficial por parte del Gobierno de Nepal ni de ningún partido político de Nepal de recuperar el territorio cedido a la Compañía Británica de las Indias Orientales por parte de Nepal, que ahora es territorio de la República de la India.
Pushpa Kamal Dahal, el presidente del partido maoísta, que pasó 10 años de su vida en la India después de ser declarado terrorista por el gobierno nepalés, después de convertirse en primer ministro de Nepal, dijo en una entrevista con el Times of India en 2005 que el Gran Nepal era un "truco creado por los medios".

### Resistencia de los territorios
Los territorios populares que formaban parte del Imperio Gorkha antes del Tratado de Sugauli se consideran a sí mismos como nepaleses y desean ser parte de Nepal. Se ha criticado que los reinos independientes que fueron ocupados por Gorkhalis durante menos de 20 años y que perdieron a manos de los británicos, no pueden ser reclamados de nuevo.